# Песняры
«Песняры́» (бел. Песняры — «певцы») — советский и белорусский вокально-инструментальный ансамбль (ВИА), организованный Владимиром Мулявиным при Белорусской государственной филармонии в 1968 году. Заслуженный коллектив Республики Беларусь (2022).
Известен широкой аудитории по песням: «Косил Ясь конюшину», «Белоруссия», «Вологда», «За полчаса до весны», «Беловежская пуща» и многим другим.
В основе стиля «Песняров» лежит белорусский фольклор: коллектив включает в репертуар эстрадные обработки народных песен, а тексты посвящены белорусской культуре и истории. «Песняры» часто обращались к крупным формам: концертным программам, рок-операм.
Полное наименование ансамбля с 2022 года: Государственное учреждение Заслуженный коллектив Республики Беларусь «Белорусский государственный ансамбль „Песняры“».

## История

### Лявоны (1968—1970)
В 1968 году в филармонии был создан вокально-инструментальный ансамбль «Лявоны» в составе: Владимир Мулявин, Валерий Мулявин (старший брат), Леонид Тышко, Владислав Мисевич, Валерий Яшкин, Александр Демешко.
В 1968 году «Лявоны» были аккомпанирующей группой певицы Нелли Богуславской, а также выступали с собственной программой.
Началом хронологии «Песняров» можно считать 1 сентября 1969 года, когда после решения художественного совета Белорусской государственной филармонии группа «Лявоны» получила статус вокально-инструментального ансамбля.

### «Песняры» Белорусской государственной филармонии (1970—1989)
С таким названием группа просуществовала около года, до IV Всесоюзного конкурса артистов эстрады, проходившего в октябре 1970 года, когда группе посоветовали сменить название. ВИА (теперь уже выступающий под названием «Песняры») разделил на конкурсе II место с певцом Львом Лещенко и грузинским ансамблем «Диэло». В 1970 году «Песняры» побеждают также и на Всесоюзном конкурсе политической песни, проходившем в Москве.

В конце 1970 года в коллектив приглашён бывший солист самодеятельной группы «Золотые яблоки» Леонид Борткевич, а летом 1971 года фирма «Мелодия» выпускает первый виниловый диск-гигант «Песняров» (записан весной 1971 года).

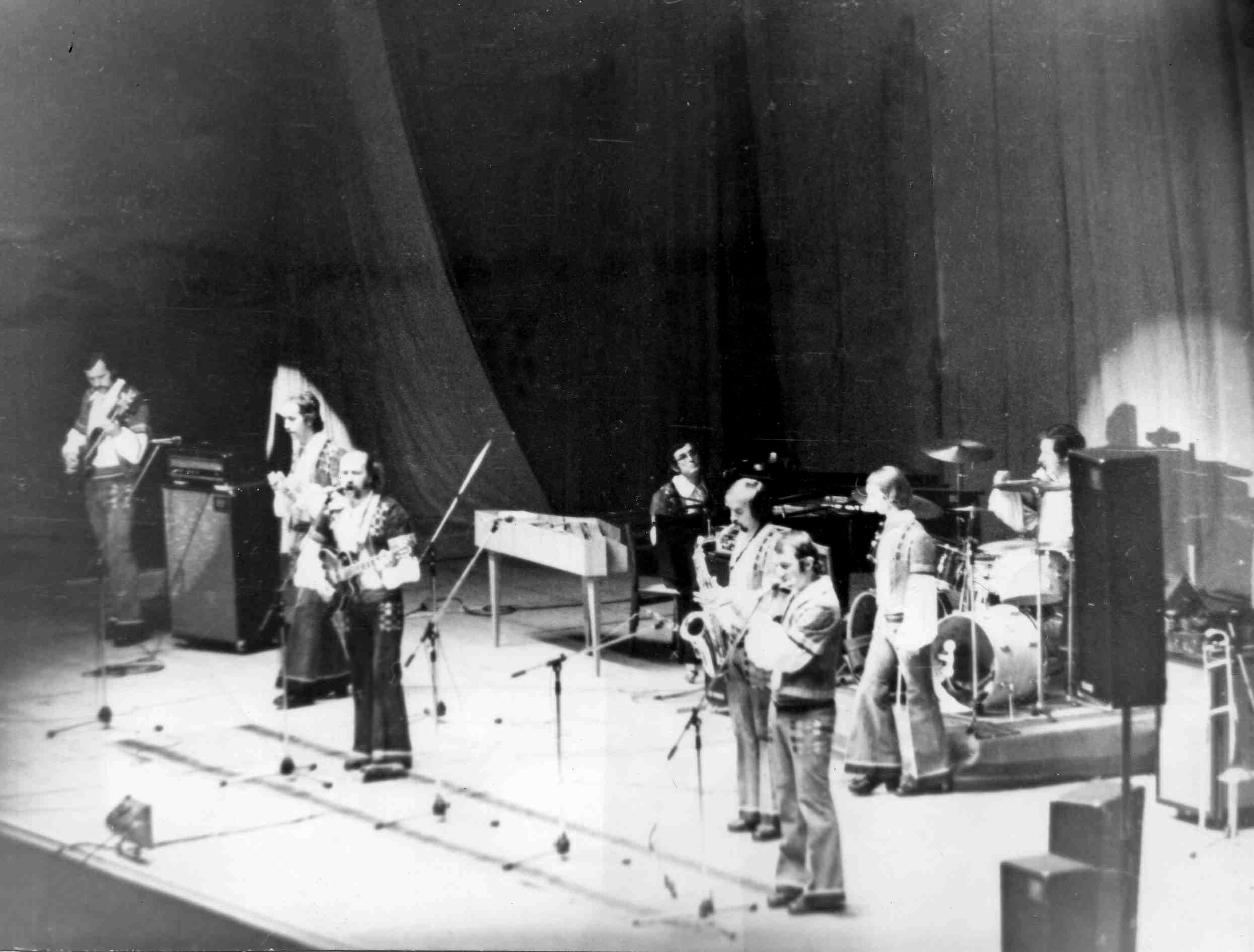
ВИА «Песняры» на концерте в Ярославле, 1974 год

В 1971 году начинаются первые зарубежные поездки ансамбля — в августе «Песняры» выступают на Международном фестивале песни в Сопоте (ПНР) в конкурсе фирм грамзаписи. В 1973 году, продолжающий набирать популярность, ансамбль побеждает на проходившем в Минске Всесоюзном конкурсе советской песни.
В 1976 в одном из промежуточных выпусков фестиваля «Песня-76» впервые прозвучала песня «Вологда», затем она стала настолько популярной, что была выбрана в финал фестиваля (став лауреатом), как объявила ведущая Светлана Жильцова, «единодушно», то есть была названа лучшей во всех десятках тысяч присланных открыток единственный раз в истории фестиваля «Песня года». После исполнения «Вологды» в финале публика устроила длительную бурную овацию с многочисленными криками «браво».
«Песняры» обретают всесоюзную популярность, в 1976—1979, согласно хит-параду «Звуковая дорожка» «Московского комсомольца», занимая первое место среди ансамблей.
В 1976 году Песняры становятся первым советским ВИА, который проводит гастроли по США. В этом же году ансамбль выступает на международном конкурсе грамзаписей MIDEM в Каннах, к участию в котором допускаются только коллективы, выпустившие за год максимальное количество пластинок в своей стране.
В 1976 году «Песняры» представляют крупную форму — одноактную театрализованную кантату Владимира Мулявина на стихи Янки Купалы — «Песня о доле». Московская премьера состоялась в концертном зале «Россия», а в 1978 году последовало новое обращение к крупной форме — «Песняры» показывают рок-кантату Игоря Лученка и Владимира Мулявина «Гусляр» по поэме Янки Купалы «Курган». Эти произведения, написанные сложным музыкальным языком, относятся к направлению арт-рок, в сравнении с эстрадными песнями, по которым ансамбль больше известен широким массам.
В 1977 году ВИА «Песняры» был удостоен премии Ленинского комсомола — «за концертные программы 1975—1976 годов, активную пропаганду патриотической песни среди молодёжи».

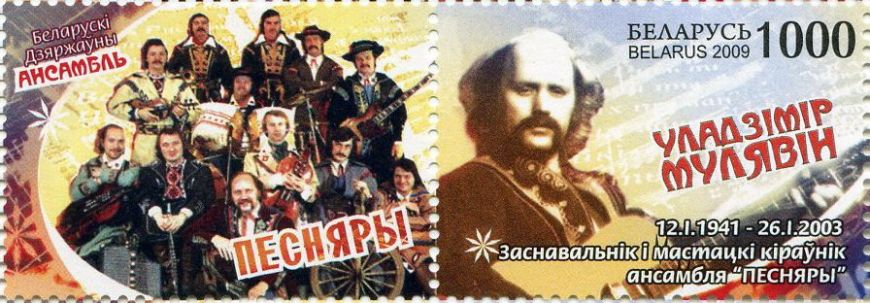
«Песняры» на почтовой марке Белоруссии, 2009 год

В 1979 году почти весь классический состав «Песняров» получил звания заслуженных артистов БССР: Александр Демешко (ударные), Леонид Тышко (бас-гитара), Анатолий Кашепаров (вокал), Леонид Борткевич (вокал) и Владислав Мисевич (флейта, саксофон, жалейка, окарина); а руководитель коллектива Владимир Мулявин — звание народного артиста Белорусской ССР.
В 1980-е годы многое поменялось: из коллектива ушёл (на учёбу в ГИТИС) в 1980 году вокалист Леонид Борткевич. Его сменил Игорь Пеня. Через год группу покинул басист Леонид Тышко.
Среди концертных программ первой половины 1980-х годов выделяются «Весёлые нищие» на стихи Роберта Бёрнса и «Через всю войну».
В 1985 году в соответствии с Приказом Министерства культуры БССР № 96 от 01.10.1985 вокально-инструментальный ансамбль «Песняры» Белгосфилармонии был переименован в Государственный эстрадный ансамбль «Песняры».
Особняком среди всего творчества стоит программа на стихи Владимира Маяковского «Во весь голос», написанная в стиле арт-рок. Работа над программой началась в 1986 году. Аранжировали композиции Владимира Мулявина к этой программе Валерий Головко, Олег Мартаков, Александр Растопчин, Валерий Дайнеко, Александр Виславский и особенно Дмитрий Явтухович, который также написал Увертюру к программе «Во весь голос».
В 1989 году коллектив покинул вокалист Анатолий Кашепаров. Из группы ушёл также сыгравший важную роль в изменении стилистики ансамбля пианист и композитор, выпускник Белорусской государственной консерватории Игорь Паливода, начавший работать аранжировщиком в Государственном оркестре Белоруссии под управлением Михаила Финберга.
В 1989 году звания заслуженных артистов Белорусской ССР получили вокалисты Игорь Пеня и Валерий Дайнеко, а в 1991 году звания «Народный артист СССР» был удостоен Владимир Мулявин.

### Белорусский государственный ансамбль «Песняры»(руководитель Владимир Мулявин)(1989—2003)
В 1989 году Государственный белорусский эстрадный ансамбль «Песняры» отделился от Белгосфилармонии и был преобразован в Белорусский государственный ансамбль «Песняры», перешёл в подчинение Министерству культуры БССР.
К моменту распада СССР из первого состава в «Песнярах» оставались только Владимир Мулявин и Владислав Мисевич.
Первый серьёзный раскол группы случился в 1998 году и имел под собой достаточно причин: затяжной кризис жанра советской эстрады на постсоветском пространстве, личные проблемы участников ансамбля, статус «Песняров», как государственного творческого коллектива. Приказом министра культуры Белоруссии на должность директора «Песняров» вместо Владимира Мулявина был назначен Владислав Мисевич (Мулявин был оставлен художественным руководителем). По официальной версии, причиной была болезнь Мулявина, а по словам самого Мисевича — пристрастие лидера «Песняров» к алкоголю в последние годы жизни. В коллектив вернулся Валерий Дайнеко. Так «Песняры» проработали почти год. Но затем Мулявин обратился к президенту Белоруссии Александру Лукашенко, после чего старый состав (кроме Олега Молчана и Аркадия Ивановского) написал заявления об уходе и стал гастролировать как «Белорусские песняры». Мулявин собрал новый состав «Песняров» из молодых музыкантов.

### Белорусский государственный ансамбль «Песняры» с 2003 года
В 2022 году Белорусскому государственному ансамблю «Песняры» за значительный вклад в развитие белорусской национальной культуры присвоено звание «Заслуженный коллектив Республики Беларусь».
В настоящее время БГА «Песняры» под руководством Романа Козырева находится в подчинении министерства культуры Беларуси и является официальным правопреемником «Песняров» под руководством Владимира Мулявина, однако состоит из молодых музыкантов, в «старых» «Песнярах» не участвовавших.

### Право использования наименования «Песняры»
После смерти Владимира Мулявина в январе 2003 года, стали появляться другие группы, использующие название ансамбля и исполняющие песни из репертуара. В 2009 году несколько музыкальных коллективов имели в своём названии слово «Песняры» и (или) «Лявоны» и использовали старый репертуар ансамбля:
- «Белорусские песняры» (с 2024 года — «Белорусские легенды»)[25]. Коллектив основан в 1998 году, в результате первого раскола ВИА «Песняры». Участники группы по состоянию на 2024 год: заслуженные артисты Белорусской ССР Валерий Дайнеко и Игорь Пеня, Александр Катиков, Олег Аверин, Александр Соловьёв, Максим Пугачёв, Евгений Рябой и Николай Семёнов.
- «Песняры» под управлением Леонида Борткевича (2003—2011)[26]. Группа откололась от БГА «Песняры» в 2003 году по причине несогласия с кандидатурой нового директора коллектива. Руководитель — бывший солист ВИА (БГА) «Песняры», заслуженный артист Белорусской ССР Леонид Борткевич. С 2011 года до своей кончины в 2021 году, Борткевич выступал с ВИА под управлением Л. Борткевича. Последний состав: Леонид Борткевич, Вадим Косенко (бывший участник «Песняров»), Михаил Долотов и Андрей Еронин. Периодически в деятельности группы принимал участие бывший участник ВИА «Песняры», заслуженный артист Белорусской ССР Анатолий Кашепаров[27].
- «Песняры» под управлением Игоря Свечкина (2004—2019)[28]. Группа откололась от «Песняров» п/у Леонида Борткевича в 2004 году. Руководитель — администратор, заместитель директора ВИА (БГА) «Песняры» п/у Владимира Мулявина в 1992—2003 годах Игорь Свечкин. Состав группы в 2019 году: бывшие участники ВИА (БГА) «Песняры» п/у В. Мулявина — Виктор Молчанов, Владимир Марусич, Павел Заяц и бывшие участники БГА «Песняры» — Владимир Стамати и Вячеслав Исаченко. Коллектив преимущественно выступал в Украине[20].
- «Лявоны-песняры» (2005—2006) под управлением ударника классического состава «Песняров», заслуженного артиста Белорусской ССР Александра Демешко. Коллектив распался в 2006 году в связи с его смертью. В группе также участвовал клавишник старого состава Владимир Николаев.
- «Лявоны» (2009—2016). Отколовшаяся от «Песняров» Леонида Борткевича в 2008 году группа. Исполняла песни «Песняров» и состояла из молодых музыкантов, никто из которых не участвовал в «Песнярах» до 1998 года. В 2016 году прекратила существование.

|                       |                                          |          |
| «Белорусские песняры» | «Песняры» под управлением Игоря Свечкина | «Лявоны» |

В 2010 году Министерство культуры Республики Беларусь дало такой комментарий ситуации:
Считаю, что все группы и отдельные исполнители, использующие название «Песняры» на территории России и других стран СНГ, нелегитимны, кроме ансамбля «Белорусские песняры» и Белорусского государственного ансамбля «Песняры», которые являются законными правопреемниками легендарного коллектива, созданного Владимиром Мулявиным.Михаил Козлович, начальник управления искусств Министерства культуры Беларуси в 2005—2012 годах
С 2024 года единственный музыкальный коллектив, который имеет право использования названия «Песняры» в России и Белоруссии — Белорусский государственный ансамбль «Песняры».
Товарный знак «ПЕСНЯРЫ», принадлежащий БГА «Песняры», признан общеизвестным товарным знаком в России, Украине и Белоруссии и охраняется бессрочно, а также действует в странах Мадридского союза по международной регистрации знаков.

## Участники

### Современный состав
- Роман Козырев (с 2003) — клавишные, вокал, композиция, аранжировка. Директор-художественный руководитель с 2016 года
- Олег Железняков — вокал, гитара, композиция, аранжировка (с 2003)
- Юрий Туровец — барабаны (с 2012)
- Сергей Боёк — вокал, бас гитара (с 2012)
- Артур Михайлов — вокал (с 2014)
- Игорь Дударчик — вокал (с 2016)
- Сергей Горбацкий — вокал, гитара (с 2018)

### Музыканты прошлых составов, участвовавшие до января 2003 года(в алфавитном порядке)[31]
- Аверин Олег — вокал, клавишные, гитара, композиция, аранжировка
- Бадьяров Валентин — скрипка, гитара, аранжировка
- Беляев Владимир — ударные
- Бернштейн Борис — бас-гитара, скрипка, аранжировка
- Борткевич Леонид — вокал
- Булда Вячеслав — ударные
- Виславский Александр — клавишные, фортепиано, бэк-вокал
- Гилевич Анатолий — фортепиано, клавишные, аранжировка
- Головко Валерий — клавишные, аранжировка
- Гурдизиани Валерий — тромбон
- Дайнеко Валерий — вокал, альт, аранжировка
- Демешко Александр — ударные
- Денисов Юрий — вокал, альт, бас-гитара
- Заяц Павел — бас-гитара, клавишные, вокал, ударные, композиция
- Ивановский Аркадий — гитара
- Исупова Людмила — вокал, флейта
- Карлышев Максим — бас-гитара, скрипка, аранжировка[32]
- Катиков Александр — бас-гитара, вокал
- Кашепаров Анатолий — вокал, баян
- Ковтун Константин — клавишные
- Косенко Вадим — клавишные, вокал
- Крылов Иван — труба
- Кудрин Владимир — вокал
- Кульков Михаил — бас-гитара
- Лапташов Сергей — ударные
- Лукашевич Юрий — фортепиано, клавишные
- Мартаков Олег — клавишные, фортепиано
- Марусич Владимир — ударные
- Медведев Сергей — гитара, вокал, композиция, аранжировка
- Мисевич Владислав — саксофон, флейта, бэк-вокал
- Михнович Вячеслав — труба
- Морозов Александр — бас-гитара, бэк-вокал
- Молчан Олег — клавишные, композиция, аранжировка
- Молчанов Виктор — гитара, вокал
- Москаленко Игорь — клавишные
- Москальчук Александр — вокал
- Мулявин Валерий — гитара, труба, бэк-вокал
- Мулявин Владимир — художественный руководитель, вокал, гитара, композиция, аранжировка
- Неронский Николай — бас-гитара
- Николаев Владимир — клавишные, тромбон, саксофон, бэк-вокал
- Паливода Игорь — клавишные, фортепиано, композиция, аранжировка
- Пеня Игорь — вокал, клавишные
- Поздышев Евгений — труба
- Поплавский Виктор-Чеслав — скрипка, гитара, бэк-вокал
- Растопчин Александр — гитара
- Скорожонок Валерий — вокал
- Смольский Виктор — гитара
- Ткаченко Владимир — гитара, скрипка, аранжировка
- Тышко Леонид — бас-гитара, бэк-вокал, стихи
- Тышко Эдуард — бас-гитара, бэк-вокал, гармонь
- Устинович Олег — бас-гитара, аранжировка, композиция, стихи, бэк-вокал
- Вячеслав Шарапов — клавишные, аранжировка, композиция, стихи
- Шмелькин Марк — ударные
- Эскин Аркадий — фортепиано, клавишные
- Явтухович Дмитрий — клавишные, фортепиано, композиция, аранжировка
- Яшкин Валерий — клавишные, лира, стихи
- Евгений Овчаров — бэк-вокал, флейта

Шкала по годам
Данные по годам 1969—1997 (отмечены основные участники)

### Музыканты, участвовавшие в 2003—2020 годах
По данным сайта ПЕСНЯРЫ.com, в ансамбле участвовали следующие артисты:
- Леонид Борткевич — вокал (2003)
- Аркадий Ивановский — гитара (2003—2004)
- Олег Устинович — бас-гитара, аранжировка, композиция, стихи, бэк-вокал (2003)
- Павел Заяц — бас-гитара, клавишные, вокал, ударные, композиция (2003)
- Сергей Медведев — гитара, вокал, композиция, аранжировка (2003)
- Вадим Косенко — клавишные, вокал (2003)
- Валерий Скорожонок — вокал (2003—2012). Директор в 2003—2005 годах
- Вячеслав Шарапов — клавишные, аранжировка, композиция, стихи (2003—2017). Директор-художественный руководитель в 2005—2016 годах
- Александр Морозов — бас-гитара, бэк-вокал (2003)
- Владимир Стамати (Грубиян) — вокал (2003)
- Пётр Елфимов — вокал (2003—2004)
- Сергей Шкурдзе — ударные (2003—2013)
- Андрей Щитковец — бас-гитара, бэк-вокал, композиция (2003—2012)
- Владимир Мулявин (младший) — альт (2004—2005)
- Александр Камлюк — гитара, вокал (с 2004—2007)
- Вячеслав Исаченко — вокал, гитара (2005—2012)
- Владимир Бодунов — скрипка (2006—2009)
- Александр Жих — вокал, духовые и народные инструменты (2006—2020)
- Леонид Веренич — гитара (2008—2012)
- Андрей Усанов — вокал (2008—2012)
- Денис Пацевич — вокал (2012—2014)
- Александр Пода — гитара (2012—2015)
- Андрей Соколов — ударные (2012)
- Николай Потрусов — клавишные, аранжировка (2016—2018)
- Ян Женчак — вокал (2018—2020)

### Звукорежиссёры
- Николай Пучинский (1970—1977)
- Анатолий Щёлоков (1977—1987)
- Леонид Ковалёв (1987—1990)
- Сергей Юринок (1987—1989)
- Александр Попроцкий (1990—1998)
- Александр Морозов (1998—2003)
- Борис Гридин — главный звукорежиссёр (2008—2020)
- Александр Филипенко — главный звукорежиссёр (с 2020)

## Авторы песен
В репертуаре ансамбля песни на стихи Михаил Шушкевича, Николая Добронравова, Рыгора Бородулина, Геннадия Буравкина, Янки Сипакова, Петруся Макаля, Леонида Прончака, Максима Богдановича, Михаила Матусовского, Алексея Фатьянова, Леонида Дербенёва, Янки Купалы, Роберта Бёрнса, Владимир Маяковского, Якуба Коласа, Александра Вавилова.

## Признание и награды
- Лауреат IV Всесоюзного конкурса артистов эстрады (II премия, 1970)
- Лауреат Всесоюзного конкурса советской песни (I премия, Минск, 1973)
- Лауреат Фестиваля советской песни в Зелёна-Гуре (ПНР)
- Лауреат X Всемирного фестиваля молодежи и студентов (Берлин, ГДР, 1973),
- Лауреат Международного фестиваля песни «Золотой лев» (Лейпциг, ГДР, 1973)
- Лауреат Международного конкурса артистов эстрады «Золотой Орфей» в НРБ (1974)
- Лауреат 2-го Международного фестиваля политической песни (Хельсинки, 1978)
- Лауреат Премии Ленинского комсомола Белоруссии (1976)
- Лауреат Премии Ленинского комсомола — за концертные программы 1975—1976 годов, активную пропаганду патриотической песни среди молодёжи (1977)
- Главный приз фирмы «Мелодия» «Золотой диск» (1982)
- Премия Президента Белоруссии «Через искусство — к миру и взаимопониманию» (Белоруссия, 2010)
- Звание «Заслуженный коллектив Республики Беларусь» (2022)[2].
- Почётная грамота Совета Министров Республики Беларусь (2024)[34].

## Дискография
Альбомы

#### 1969—2003
- 1972 — «Песняры I»
- 1974 — «Песняры II»
- 1978 — «Песняры III»
- 1979 — «Песняры IV»
- 1979 — «Гусляр» (поэма-легенда по произведению Янки Купалы «Курган»)
- 1983 — «Зачарованная моя»
- 1985 — «Через всю войну»
- 1994 — «Песняры — 25 лет» (Голландия)
- 2001 — «Песняры — 2001»

#### С 2003
- 2007 — Распавядальная (West Records)
- 2009 — Вольнаму — воля (West Records)
- 2009 — Спадчына (West Records)
- 2011 — Шчаслівасць (Vigma)
- 2015 — Прысвячэнне Майстру… (Vigma)
- 2015 — Хмель молодой (Vigma)
- 2018 — Продолжение (Vigma)
- 2020 — Концерт к 50-летию ансамбля аудио и DVD (Vigma)
- 2021 — Ты прыйдзі ка мне каханнем (Vigma)

## Концертные программы
- Обрядовые песни
- Весёлые нищие (1982). Музыка И. Паливоды, поэзия Роберта Бёрнса в переводах С. Маршака
- Программа «Во весь голос» (1987—1988)[36]

## Фильмография
- 1971 — Песняры (фильм-концерт, Белорусское телевидение)
- 1971 — Мировой парень — на начальных титрах звучит песня «Берёзовый сок» в исполнении «Песняров»
- 1972 — Следствие ведут Знатоки. Дело № 5. Динозавр (в одной из сцен по радио звучат две песни «Песняров» из их первого винилового альбома — «Беларусь» и «Александрына»)
- 1973 — Ну, погоди! (выпуск 6) (мультипликационный)
- 1973 — Улица без конца (в фильме звучат песни «Журавли» и «Улицы без конца» в исполнении коллектива)
- 1973 — Эта весёлая планета («Песняры» в эпизодической роли, поют песню «Наши любимые»)
- 1973 — По следам бременских музыкантов — инструментальное сопровождение песен «Мы к вам заехали на час» и «Баю-баюшки-баю»
- 1973 — Горя бояться — счастья не видать («Песняры» в эпизодической роли, поют финальную песню Р. Бёрнса «Старая дружба»)
- 1974 — Ясь и Янина («Песняры» исполняют главные роли, звучит много их песен)
- 1975 — Квака-задавака (советский музыкальный мультфильм о лягушонке, выпущенный киностудией Беларусьфильм; Звучат песни героев мультфильма в исполнении «Песняров»)
- 1976 — Воскресная ночь — звучит песня «Песняров» в исполнении В. Мулявина «В минуты музыки печальной»
- 1978 — Диск (реж. А.Стефанович) — музыкальный документальный фильм о создании третьего диска-гиганта
- 1982 — Раскиданное гнездо — исполняют песни, солист — В. Г. Мулявин
- 1987 — Комедиант (TV, двухсерийный, Беларусьфильм) — исполняют песни, солисты — В. Г. Мулявин, В. Дайнеко, Д. Явтухович, в кадре Мулявин, Дайнеко, Кашепаров, Пеня, Демешко
- 2005 — Я помню... — звучит песня «Берёзовый сок» в исполнении «Песняров»
- 2008 — Гитлер капут! — звучит песня «Вологда»
- 2016 — Суперплохие (в фильме и финальных титрах звучит песня «Касіў Ясь канюшыну»)
- 2018 — Хрусталь — в одной из сцен играет «Спадчына» из второго альбома ансамбля
- 2022 — «За полчаса до весны» — на платформе Start, а затем на Первом канале вышла многосерийная музыкальная драма о творческом пути Владимира Мулявина и ВИА «Песняры»[37].